# Филлис, Том
Томас Эдвардс Филлис (англ. Thomas Edward Phillis; 9 апреля 1934 года, Сидней, Австралия — 6 июня 1962, Остров Мэн) — австралийский мотогонщик. Чемпион мира по шоссейно-кольцевым мотогонкам в классе 125cc MotoGP. Первый гонщик, который выиграл чемпионат мира на Honda.

## Биография
Том Филлис погиб в результате аварии, которую потерпел на втором кругу соревнований неподалеку от небольшого села Пила на острове Мэн.
Филлис был вторым гонщиком из Австралии, который выиграл чемпионат мира по мотоспорту, после Кита Кэмпбелла, который выиграл в 1957 году чемпионат в классе 350сс на мотоцикле Moto Guzzi, причем оба, и Филлис, и Кэмпбелл лишились жизни через год после их успеха.
Его близкий друг Гари Хокинг, чемпион мира в классе 500сс и 350сс, настолько был поражен смертью товарища, сразу покинул мотоспорт после этой аварии.